# Parti conservateur (Ouganda)
Pour les articles homonymes, voir Parti conservateur.
Le parti conservateur est l'un des 9 partis politiques ougandais. Il est dirigé par Ken Lukyamuzi. Lors des élections générales du 23 février 2006, le parti obtient 1 siège sur les 289 du parlement.